# Санта Марија ин Потенца (Мачерата)
Санта Марија ин Потенца је насеље у Италији у округу Мачерата, региону Марке.
Према процени из 2011. у насељу је живело 12 становника. Насеље се налази на надморској висини од 7 м.